# Четрока
Четрока е бивше село в Южна България, намиращо се в община Лъки, област Пловдив.

## География
Село Четрока се намира в планински район.

## История
Към 1956 г. селото има 206 жители, но в началото на 21 век се обезлюдява. През 2012 г. селото е закрито.